# Oleksandr Hladkyj
Oleksandr Mykolajovytsj Hladkyj (Lozova, 24 augustus 1987) is een Oekraïens voetballer die bij voorkeur als aanvaller speelt. In 2007 debuteerde hij voor het Oekraïens nationaal elftal.

## Clubcarrière
Hladkyj werd geboren in Lozova, gelegen in de oblast Charkov. Hij speelde in zijn beginjaren voor zowel Metalist Charkov als voor FK Charkov. In juni 2007 tekende de aanvaller een vijfjarig contract bij Sjachtar Donetsk. In zijn eerste seizoen won hij zowel de competitie als de beker met Sjachtar. In de bekerfinale tegen Dynamo Kiev was hij trefzeker maar kreeg hij ook een rode kaart. Omdat hij geen vaste plek in de basiself kon afdwingen, trok hij in 2010 naar  Dnipropetrovsk. Ook daar kwam de meervoudig Oekraïense international niet veel aan spelen toe, waarna hij vanaf februari 2012 werd uitgeleend aan Karpaty Lviv. Hij bleef uiteindelijk tot juni 2014 bij Karpaty Lviv. In mei 2014 tekende Hladkyj een tweejarig contract bij Sjachtar Donetsk, waar hij eerder drie seizoenen onder contract stond. In 2016 ging hij voor Dinamo Kiev spelen dat hem in februari 2017 verhuurde aan Karpaty Lviv. In de zomer van 2017 liep zijn contract bij Dinamo Kiev af, waarna Karpaty Lviv hem in september van dat jaar permanent contracteerde. In maart 2018 ging hij voor Tsjornomorets Odessa spelen. Eind augustus 2018 ging hij naar het Turkse Çaykur Rizespor.

## Interlandcarrière
Op 22 augustus 2007 mocht Hladkyj zijn opwachting maken in het shirt van het Oekraïne. Hij mocht meedoen in het vriendschappelijk treffen met Oezbekistan. In die wedstrijd scoorde hij het openingsdoelpunt.
| Interlands van Oleksandr Hladkyj voor Oekraïne | Interlands van Oleksandr Hladkyj voor Oekraïne | Interlands van Oleksandr Hladkyj voor Oekraïne | Interlands van Oleksandr Hladkyj voor Oekraïne | Interlands van Oleksandr Hladkyj voor Oekraïne | Interlands van Oleksandr Hladkyj voor Oekraïne | Interlands van Oleksandr Hladkyj voor Oekraïne |
| №                                              | Datum                                          | Wedstrijd                                      | Uitslag                                        | Soort wedstrijd                                | Doelpunten                                     | Assists                                        |
| Als speler bij Sjachtar Donetsk                | Als speler bij Sjachtar Donetsk                | Als speler bij Sjachtar Donetsk                | Als speler bij Sjachtar Donetsk                | Als speler bij Sjachtar Donetsk                | Als speler bij Sjachtar Donetsk                | Als speler bij Sjachtar Donetsk                |
| ---------------------------------------------- | ---------------------------------------------- | ---------------------------------------------- | ---------------------------------------------- | ---------------------------------------------- | ---------------------------------------------- | ---------------------------------------------- |
| 1.                                             | 22 augustus 2007                               | Oekraïne – Oezbekistan                         | 2 – 1                                          | Vriendschappelijk                              | 1                                              | 0                                              |
| 2.                                             | 8 september 2007                               | Georgië – Oekraïne                             | 1 – 1                                          | EK-kwalificatie                                | 0                                              | 0                                              |
| 3.                                             | 12 september 2007                              | Oekraïne – Italië                              | 1 – 2                                          | EK-kwalificatie                                | 0                                              | 0                                              |
| 4.                                             | 13 oktober 2007                                | Schotland – Oekraïne                           | 3 – 1                                          | EK-kwalificatie                                | 0                                              | 0                                              |
| 5.                                             | 17 oktober 2007                                | Oekraïne – Faeröer                             | 5 – 0                                          | EK-kwalificatie                                | 0                                              | 0                                              |
| 6.                                             | 6 februari 2008                                | Cyprus – Oekraïne                              | 1 – 1                                          | Vriendschappelijk                              | 0                                              | 0                                              |
| 7.                                             | 26 maart 2008                                  | Oekraïne – Servië                              | 2 – 0                                          | Vriendschappelijk                              | 0                                              | 0                                              |
| 8.                                             | 1 juni 2008                                    | Zweden – Oekraïne                              | 0 – 1                                          | Vriendschappelijk                              | 0                                              | 0                                              |
| 9.                                             | 3 september 2014                               | Oekraïne – Moldavië                            | 1 – 0                                          | Vriendschappelijk                              | 0                                              | 0                                              |
| 10.                                            | 5 september 2015                               | Oekraïne – Wit-Rusland                         | 3 – 1                                          | EK-kwalificatie                                | 0                                              | 0                                              |
| 11.                                            | 8 september 2015                               | Slowakije – Oekraïne                           | 0 – 0                                          | EK-kwalificatie                                | 0                                              | 0                                              |

Bijgewerkt t/m 29 oktober 2017